# ベイビーフィリックス
『ベイビーフィリックス』（Baby Felix & friends）は、フィリックス・ザ・キャットを題材としたテレビアニメ作品。フィリックスのキャラクターの幼児版を再設定し、マジック・バッグ（魔法の黄色いかばん）などの主要な設定を活かして日本で製作されたオリジナル作品である。
日本ではNHK教育で放送され、『みんなの広場だ!わんパーク』に挟まれて放送されることがあった。いずれの話も5分ほどとなっている。
また、『幼稚園』に1999年5月から連載された。

## 登場人物
フィリックス
声 - 冬馬由美（幼少期）/ 関俊彦（成人）/英 - ???（幼少期）/ ドン・オリオーロ（成人）
今作品の主人公。まだ幼児で、『ゆめは大リーガー』など複数の回で未来の自分に出会う。どちらも一人称は「僕」で未来世界では成人のフィリックスしかベイビーの姿が見えない。
困った時には呪文「ジマッククッジママックジマジック」を唱える。チョコレートが好物。
マリン
声 - 前田愛/英 -  ???
白い猫の少女。10年後の未来世界ではフィリックスの嫁となっている。
タトゥー
声 - 望月久代/英 - ???
ミミ
声 - 榎本温子/英 - ???
モーキー
声 - 木ノ葉のこ/英 - ???
スキッピー
声 - くまいもとこ/英 - ???
教授
声 - 森川智之/英 - ???
『教授とうじょう』より登場。ベイビーフィリックスの住む世界の隣りの研究所に住む人間の老科学者。手下には助手ロボットが入る。ベイビーの天敵になったのは転送する発明品を外に放置していたことでベイビーが研究所に不法侵入してしまい、助手ロボットがベイビーにチョコレートケーキを顔面にぶつけられて、研究所が泡だらけになってしまったことでベイビーに復讐心を煽らせて天敵となった。
またポインデクスター編や小さい編にも登場する。
ブル
声 - 玄田哲章/英 - ???
ドッグ
声 - 永野広一/英 - ???
ズー
声 - 坂口候一/英 - ???
ポインデクスター
声 - 山口勝平/英 - ???
『天才ポインディクスター』より登場。従来のシリーズではフィリックスの親友だが本作はマリンを巡ってライバル視している。
マスター・シリンダー
声 - 永野広一/英 - ???
マーティー
声 - 中尾隆聖/英 - ???
マジョリーナ
声 - 佐久間レイ/英 - ???
魔女。

## スタッフ
- Executive Producer：Don Oriolo
- 総監督：ねぎしひろし
- 原案：須田泰成
- シリーズ構成：須田泰成、岸間信明
- 原作・キャラクター原案：Felix the Cat Productions, Inc.
- キャラクターデザイン：吉野真一
- 色彩設定：田中真紀
- 美術監督：西川淳一郎
- 音楽：堀井勝美
- 音響監督：中野徹
- コンポジットディレクター：長牛豊
- チーフディレクター：岡嶋国敏
- アニメーション制作：RADIX
- 作画協力：ゼロGルーム、シナジージャパン、スタジオたくらんけ、スタジオアド
- 製作：「ベイビーフィリックス」制作委員会（NHKエデュケーショナル、NECインターチャンネル、イオン、FTCP）

## 主題歌
「ベイビーフィリックスのテーマ」
作詩／歌：大貫妙子 / 作曲：ドン・オリオロ / 編曲：堀井勝美

## 各話リスト
| 話数 | サブタイトル            | 脚本     | 絵コンテ     | 演出         | 作画監督   |
| ---- | ----------------------- | -------- | ------------ | ------------ | ---------- |
| 1    | ゆめは大リーガー        | 須田泰成 | ねぎしひろし | 中山敦史     | 高田晃     |
| 2    | ふしぎなボール          | 須田泰成 | ねぎしひろし | 中山敦史     | 高田晃     |
| 3    | ベイビーのとっくん      | 鴻野貴光 | ねぎしひろし | 山口美浩     | 山田浩之   |
| 4    | マリンのペンダント      | 岸間信明 | ねぎしひろし | 加藤茂       | 加藤茂     |
| 5    | ベイビーは大リーガー?   | 岸間信明 | ねぎしひろし | 中山敦史     | 高田晃     |
| 6    | まほうのバッグ          | 柳川茂   | ねぎしひろし | 山口美浩     | 山田浩之   |
| 7    | ベイビー・バッグ        | 柳川茂   | ねぎしひろし | ねぎしひろし | 下坂英男   |
| 8    | ひみつのじゅもん        | 柳川茂   | ねぎしひろし | 加藤茂       | 加藤茂     |
| 9    | みんなの宝もの          | 柳川茂   | ねぎしひろし | 佐久間信計   | 佐久間信計 |
| 10   | ブル・ドッグ・ズー      | 柳川茂   | ねぎしひろし | 依田正彦     | 依田正彦   |
| 11   | 教授とうじょう          | 岸間信明 | 岡嶋国敏     | 山口美浩     | 山田浩之   |
| 12   | おかしな大はつめい      | 岸間信明 | 岡嶋国敏     | 岡嶋国敏     | 高田晃     |
| 13   | バッグがあぶない        | 岸間信明 | 岡嶋国敏     | 山口美浩     | 下坂英男   |
| 14   | 見えない教授            | 岸間信明 | 岡嶋国敏     | 山口美浩     | 吉田真一   |
| 15   | チョコに気をつけろ      | 岸間信明 | 岡嶋国敏     | 加藤茂       | 加藤茂     |
| 16   | キャンプへいこう!       | 柳川茂   | 木村隆一     | 福島利規     | 西山里枝   |
| 17   | モーキーにおまかせ      | 柳川茂   | 木村隆一     | 福島利規     | 久保川美明 |
| 18   | なぞのSOS               | 柳川茂   | 木村隆一     | 福島利規     | 菅原浩喜   |
| 19   | 森のようせい            | 柳川茂   | 木村隆一     | 福島利規     | 久保川美明 |
| 20   | ミミのこもりうた        | 柳川茂   | 木村隆一     | 福島利規     | 船塚純子   |
| 21   | 鏡がこわい              | 関島眞頼 | 岡嶋国敏     | 佐久間信計   | 佐久間信計 |
| 22   | まほうの鏡              | 関島眞頼 | 岡嶋国敏     | 山口美浩     | 山田浩之   |
| 23   | 恐竜とあそぼう          | 鴻野貴光 | 岡嶋国敏     | 岡嶋国敏     | 村丘隆     |
| 24   | 恐竜をおいかけろ        | 関島眞頼 | 岡嶋国敏     | 山口美浩     | 井口忠一   |
| 25   | 恐竜さんありがとう      | 関島眞頼 | 岡嶋国敏     | 加藤茂       | 加藤茂     |
| 26   | おばけのお城            | 岸間信明 | 高田淳       | 石山タカ明   | 吉野真一   |
| 27   | マリンがふたり?         | 岸間信明 | 高田淳       | 石山タカ明   | 並木あゆみ |
| 28   | でんせつの白いくじら    | 岸間信明 | 高田淳       | 山口美浩     | 山田浩之   |
| 29   | かいぞくの島            | 岸間信明 | 高田淳       | 石山タカ明   | 高田晃     |
| 30   | かいぞくをやっつけろ!   | 岸間信明 | 高田淳       | 加藤茂       | 宇田川一彦 |
| 31   | いたずら宇宙人          | 柳川茂   | 岡嶋国敏     | 岡嶋国敏     | 依田正彦   |
| 32   | 宇宙のバスツアー        | 柳川茂   | 中山敦史     | 中山敦史     | 井口忠一   |
| 33   | マーティーにごようじん  | 柳川茂   | 佐久間信計   | 佐久間信計   | 佐久間信計 |
| 34   | ベイビーのSOS           | 柳川茂   | 岡嶋国敏     | 岡嶋国敏     | 村上勉     |
| 35   | さよならマーティー      | 柳川茂   | 岡嶋国敏     | 山口美浩     | 山田浩之   |
| 36   | ベイビーと魔女          | 岸間信明 | 福島利規     | 福島利規     | 西川彰子   |
| 37   | 魔女マジョリーナ        | 岸間信明 | 福島利規     | 福島利規     | 久保川美明 |
| 38   | 魔法のとっくん          | 岸間信明 | 福島利規     | 福島利規     | 久保川美明 |
| 39   | ホウキで大あばれ        | 岸間信明 | 福島利規     | 福島利規     | 松本澄子   |
| 40   | がんばれマジョリーナ    | 岸間信明 | 福島利規     | 福島利規     | 伊佐英朗   |
| 41   | ボートで大レース        | 柳川茂   | 岡嶋国敏     | 加藤茂       | 宇田川一彦 |
| 42   | ジャンプで大レース      | 柳川茂   | 佐久間信計   | 佐久間信計   | 佐久間信計 |
| 43   | お空で大レース          | 柳川茂   | 佐久間信計   | 佐久間信計   | 佐久間信計 |
| 44   | ゴーカートで大レース    | 柳川茂   | 岡嶋国敏     | 山口美浩     | 山田浩之   |
| 45   | スケボーで大レース      | 柳川茂   | 岡嶋国敏     | 岡嶋国敏     | 高田詩乃   |
| 46   | 天才ポインディクスター  | 関島眞頼 | 高田淳       | 山口美浩     | 山田浩之   |
| 47   | 太陽ロボをやっつけろ    | 関島眞頼 | 高田淳       | 高田淳       | 吉野真一   |
| 48   | じしゃくロボ            | 関島眞頼 | 高田淳       | 高田淳       | 吉野真一   |
| 49   | チョコレートロボ        | 関島眞頼 | 高田淳       | 高田淳       | 並木あゆみ |
| 50   | ベイビーロボ            | 関島眞頼 | 高田淳       | 高田淳       | 岸本誠司   |
| 51   | 小さくなったベイビー    | 鴻野貴光 | 石山タカ明   | 石山タカ明   | 高田晃     |
| 52   | きせかえ人形ベイビー    | 鴻野貴光 | 石山タカ明   | 石山タカ明   | 井口忠一   |
| 53   | ミニブルがでっかい!     | 鴻野貴光 | 石山タカ明   | 依田正彦     | 依田正彦   |
| 54   | こわれたロボット        | 鴻野貴光 | 石山タカ明   | 石山タカ明   | 中原竜太   |
| 55   | もとにもどりたい!       | 鴻野貴光 | 石山タカ明   | 加藤茂       | 加藤茂     |
| 56   | ベイビーはなにになる?   | 関島眞頼 | 福島利規     | 福島利規     | 我妻宏     |
| 57   | ケーキ屋ベイビー        | 関島眞頼 | 福島利規     | 福島利規     | 西山里枝   |
| 58   | アイドルはたいへん      | 関島眞頼 | 福島利規     | 福島利規     | 鈴木欽一郎 |
| 59   | にんじゃベイビー丸      | 関島眞頼 | 福島利規     | 福島利規     | 久保川美明 |
| 60   | やっぱり大リーガー      | 関島眞頼 | 福島利規     | 福島利規     | 我妻宏     |
| 61   | マリンとのやくそく      | 岸間信明 | 岡嶋国敏     | 岡嶋国敏     | 並木あゆみ |
| 62   | バースデーケーキ        | 岸間信明 | 岡嶋国敏     | 加藤茂       | 加藤茂     |
| 63   | 助けてマジョリーナ      | 岸間信明 | 岡嶋国敏     | 山口美浩     | 山田浩之   |
| 64   | ホントにうれしいものは? | 岸間信明 | 岡嶋国敏     | 岡嶋国敏     | 高田晃     |
| 65   | 夢のホームラン          | 岸間信明 | 岡嶋国敏     | 岡嶋国敏     | 吉野真一   |